# Ribeirão do Tempo
Ribeirão do Tempo é uma telenovela brasileira produzida e exibida pela Record entre 18 de maio de 2010 e 2 de maio de 2011 às 22h, em 250 capítulos, substituindo Bela, a Feia,  e mais tarde também Poder Paralelo, e antecedendo Vidas em Jogo.
De autoria de Marcílio Moraes, foi escrita com a colaboração de Joaquim Assis, Paula Richard e Consuelo de Castro, com colaboração de Eduardo Quental e direção de Edgard Miranda.
Contou com as atuações de Bianca Rinaldi, Caio Junqueira, Taumaturgo Ferreira, Ângelo Paes Leme, Liliana Castro, Heitor Martinez, Antônio Grassi e Juliana Baroni.

## Sinopse

### Primeira fase
A trama passa na pequena cidade de Ribeirão do Tempo. A novela aborda e gira em torno do grande resort que a empresária Arminda (Bianca Rinaldi) pretende construir na cidade, que não é bem aceita pela população do local, sendo assim todos irão contra ela, menos Joca (Caio Junqueira), que é um detetive particular que quer ter prestígio desvendando assassinatos e casos misteriosos que se apaixonará por ela e ela por ele.
Filomena é uma moça humilde de Ribeirão, é querida por todos da cidade, filha de Querêncio. É apaixonada por Tito, um rapaz que é apaixonado por esportes radicais e que é dono de uma pousada. Tito namora Karina, uma "patricinha" rica e mimada dona de uma boutique na cidade. É filha de Célia e Bruno. Numa noite chuvosa em Ribeirão Tito acaba se embriagando no bar "Agito Colonial", dá uma carona à Filomena e os dois acabam fazendo amor dentro do carro, alimentando alguma esperança à Filomena de que Tito a ama. Após perceber o que aconteceu entre ele e Filomena, Tito esclarece o mal-entendido entre ele e Filomena, quebrando as esperanças da moça. Após descobrir Karina passa a odiar Filomena.
Ribeirão do Tempo é uma cidade marcada por suas "figuras folclóricas" como o prefeito ignorante Ari Neto, que recebe o apelido de "Ari Jumento" e o "bebum" de Ribeirão, Querêncio. Outras pessoas que são bastante conhecidas e respeitadas em Ribeirão é o Prof. Milton Flores, o senador Érico, o delegado Ajuricaba, entre outros.
O Prof. Flores é o ex-professor de História de Ribeirão, foi torturado na ditadura e possui uma mente bastante superior, mas por trás do professor existe um homem inescrupuloso, perverso, que será responsável por vários crimes em Ribeirão, juntamente com seus comparsas Nicolau, filho do senador, e seu afilhado Sereno, um doente mental.
Nessa primeira fase ocorrerão crimes que mudarão o rumo da história, como a morte de Dirce, do senador Érico e da sua amante Heleninha, do piloto Sílvio e da empresária Madame Durrel.

### Segunda fase
Após a revelação de Querêncio como filho de Madame Durrel e de Filomena como neta de Madame a pequena cidade passa a tomar novos rumos. Após a morte de Madame Durrel a presidência da empresa deixada por Madame a "Patrimônio Eterno", passa a ser disputada por Arminda, Dr. Teixeira e Bruno e envolverá os novos herdeiros da herança da falecida empresária.
O surgimento de uma organização chamada "Comando Invisível" mudará os rumos para a construção do resort em Ribeirão do Tempo. O "Comando Invisível" consiste num movimento via internet que manda mensagens aos seus seguidores (André, Sônia, Carmem e Sérgio) com intuito de incentivá-los a lutar contra a construção do resort. Este movimento foi criado pelo Prof. Flores.
Outros acontecimentos mudarão o rumo da história. Querêncio se candidata a prefeitura, tendo uma grande rivalidade com Ari Jumento. Tudo parte de um plano do Professor Flores e do Senador Nicolau.
Arminda fica noiva do senador Nicolau, o qual a traía com Karina. Diana flagra os dois se beijando na festa do noivado dele e de Arminda e não hesita em contar a ela.
Para impressionar Tito, Filomena cria coragem e pula de paraquedas. Após ver Filó pulando de paraquedas Tito começa a vê-la como ela realmente é e depois da cerimônia de posse de Querêncio, ele se declara para ela.
Lincon e Ajuricaba descobrem o romance entre Sônia e André e fazem de tudo para separá-los, porém Sônia descobre que está grávida, o que abala muito seus pais, que tiveram que aceitar a ideia de Sônia e André se casarem. Sereno e Flores explodem uma bomba na prefeitura ferindo Ellen e junto com Nicolau e Karina matam o presidente e incriminam Joca. Os agentes federais assustam a cidade e tentam prender Joca que fica escondido. A delegada Marta tenta conseguir provas contra Flores, Karina, Sereno e Nicolau.

### Fim
Graças a uma gravação realizada por Sereno; Flores, Karina e Nicolau foram descobertos e todos os crimes da cidade solucionados. Flores consegue fugir de helicóptero com o General, mas é jogado no mar por ele, que o considerou como um fracassado. Karina mata Nasinho e tenta matar Iara, que chama a polícia. Nicolau pede a Lílian que o enforque na Forca do Enforcado e ela obedece. Karina é presa e passa anos na cadeia. Sereno é internado num manicômio e se torna um grande escritor de livros. Tito se declara a Filomena, que o aceita de volta e Mateus começa a namorar Zuleide, que se tornou proprietária da loja de Karina. Célia se entende com Bruno e foge com Teixeira (na verdade Mr. Briggs) para o Chile. Beatriz fica definitivamente louca, mas é acolhida por Larissa, sua irmã. Arminda desiste de viajar para a Europa, de se casar com Claudel e assume de vez seu romance com Joca, e os dois acabam se tornando pais adotivos de Diana, que namora Guilherme. Ari Jumento se casa com Clorís. Newton consegue provar sua inocência, se acerta com Guilherme e fica noivo de Ellen, que fica grávida dele. Nasce o filho de André e Sônia e Lincon e Ajuricaba conseguem se acertar. Lorota se declara para Léa, a pede em casamento e os dois passam a morar juntos. Querêncio desiste da prefeitura, desiste de tentar "salvar o mundo" e se reconcilia com Marisa. Elza e Fátima se tornam amigas. Filomena e Querêncio tomam posse da fortuna deixada por Madame Durrel. Bill revela que as águas do ribeirão são mágicas e rejuvenescedoras, revela que existe muito ouro na cidade, o qual é encontrado por Querencio, e Bil, após mergulhar nas águas do ribeirão, é dado como morto, mas na verdade ele rejuvenesceu e voltou a ser jovem.

## Produção
"Há 20 anos, eu não teria [amadurecimento] para escrever""

— O autor, Marcílio Moraes, em entrevista à Folha de S.Paulo..
Segundo o autor Marcílio Moraes, o nome da trama remete ao conflito entre gerações e também ao seu amadurecimento como autor.
Foi a primeira telenovela que começou a ser gravada nos estúdios RecNov, que havia sido inaugurado em outubro de 2009. Já as gravações da trama começaram em dezembro do mesmo ano.
A cidade cenográfica da novela, construída dentro dos Estúdios RecNov possuia cerca de 5.000 metros quadrados e custou um orçamento de cerca de 4 milhões de reais, o maior investimento feito para uma novela, até então.

## Elenco

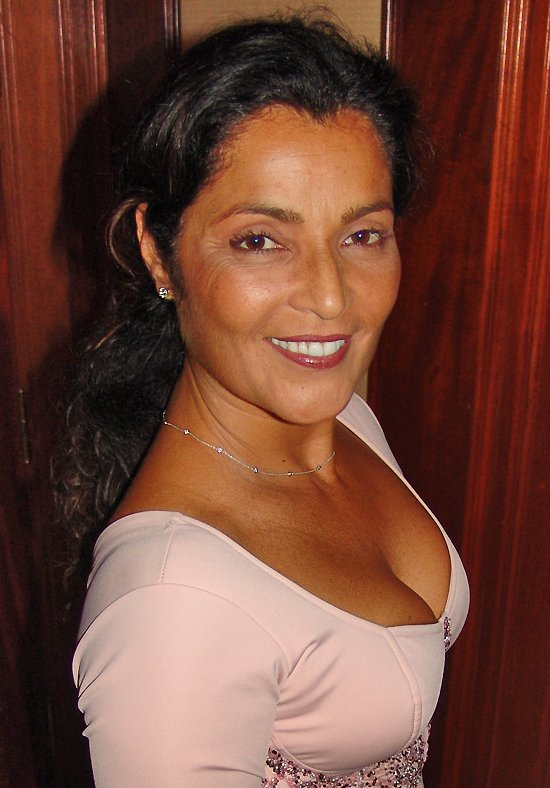
Angelina Muniz interpretou Léia Pelago

| Atores              | Personagens                           |
| ------------------- | ------------------------------------- |
| Bianca Rinaldi      | Arminda Caligari                      |
| Caio Junqueira      | João Carlos Pelago (Joca)             |
| Juliana Baroni      | Karina Santos Fernandes               |
| Heitor Martinez     | Senador Nicolau Feitosa               |
| Ângelo Paes Leme    | Tito Gomes do Arrepio                 |
| Liliana Castro      | Filomena Miranda Durrel (Filó)        |
| Taumaturgo Ferreira | Querêncio Miranda Durrel              |
| Victor Fasano       | Edward Teixeira Briggs (Dr. Teixeira) |
| Antônio Grassi      | Prof. Milton Flores (Flores)          |
| Angelina Muniz      | Léia Pelago                           |
| André de Biase      | Ari Neto (Ari Jumento)                |
| Mônica Torres       | Célia Santos Fernandes                |
| Patrycia Travassos  | Clorís Fortunato Souza Gomes          |
| José Dumont         | Romeu Fulgêncio                       |
| Cássio Scapin       | Sereno Flores                         |
| Giuseppe Oristanio  | Bruno Fernandes                       |
| Umberto Magnani     | Delegado Luiz Ajuricaba (Ajuricaba)   |
| Solange Couto       | Sancha Fulgêncio                      |
| Flávia Monteiro     | Marta Naidin                          |
| Ana Paula Tabalipa  | Iara Macêdo                           |
| Íris Bruzzi         | Beatriz Feitosa                       |
| Eduardo Lago        | Lincon Rocha                          |
| Sílvia Salgado      | Patrícia Rocha                        |
| Stella Freitas      | Virgínia Ajuricaba                    |
| Aline Borges        | Ellen Ribeiro Braga                   |
| Raymundo de Souza   | Virgílio Carvalho                     |
| Rafael Calomeni     | Newton da Costa Pereira               |
| Rodrigo Phavanello  | Sílvio Braga                          |
| Daniella Galli      | Marisa Miranda                        |
| Thelmo Fernandes    | Nasinho                               |
| Tião D'Ávila        | Alfredo Lorota                        |
| Gilson Moura        | Bill                                  |
| Bruna di Tullio     | Lílian Salgado                        |
| Mariana Hein        | Zuleide Lima                          |
| Vitor Facchinetti   | André Rocha                           |
| Louise D'Tuani      | Sônia Ajuricaba                       |
| Carolina Bezerra    | Carmem Ribeiro                        |
| Rejane Goulart      | Larissa Castro                        |
| Jossana Vaz         | Elza                                  |
| Jaqueline Macoeh    | Fátima                                |
| Letícia Medina      | Diana Silva / Tião                    |
| Kaleo Maciel        | Carlos da Costa Pereira Lima          |
| Caio Vydal          | Guilherme Ribeiro Braga               |
| Caco Baresi         | Investigador Cardoso                  |

Participações especiais
| Atores              | Personagens                          |
| ------------------- | ------------------------------------ |
| Françoise Forton    | Dona Dirce Flores                    |
| Jacqueline Laurence | Madame Eleonora Durrel               |
| Henrique Martins    | Senador Érico Feitosa                |
| Adriana Prado       | Heleninha                            |
| Alexandre Liuzzi    | Padre Benedito                       |
| Alex Nader          | Ferrolho                             |
| Aldo Perrota        | Verdureiro                           |
| Ari Guimas          | Esculápio                            |
| Arthur Ferrari      | Mário                                |
| Bruno Miguel        | Paraquedista                         |
| Christiano Torreão  | Caminhoneiro que dá carona para Joca |
| Carol Cavalcanti    | Andréia                              |
| Cristina Pereira    | Matilde                              |
| Eduardo Lassah      | Edésio                               |
| Eliana Ovalle       | Juíza                                |
| Felipe Cardoso      | Dr. Jairo Portela                    |
| Gilberto Zangrande  | Paramédico                           |
| Gracindo Júnior     | General                              |
| Guilherme Aranda    | Gustavo Queirós                      |
| Gustavo Ottoni      | Quincas                              |
| Henrique Ramiro     | Sérgio Malta                         |
| Ilya São Paulo      | Dr. Brandão                          |
| Isabella Dionísio   | Dália                                |
| Jorge Pontual       | Mateus Menezes                       |
| Júlio Braga         | Presidente do partido de Nicolau     |
| Marcelo Borghi      | Sindicalista revolucionário          |
| Marcelo Escorel     | Zé Mário                             |
| Marcio Navarro      | Jornalista Navarro                   |
| Marina Rigueira     | Adriana Melo                         |
| Nelito Reis         | Caminhoneiro                         |
| Nícolas Bauer       | Monsieur Claudel                     |
| Pâmela Côto         | Rosa                                 |
| Paulo Gorgulho      | Presidente da República              |
| Perfeito Fortuna    | Dr. Ventania                         |
| Ragi Abib           | Arauto                               |
| Rodrigo Faro        | Ele mesmo                            |
| Samir Murad         | Jorge                                |
| Sérgio Monte        | Chico                                |
| Sheila Mello        | Vera Magalhães                       |
| Vitor Morgado       | Motorista                            |

## Música
Capa com: Arminda e Joca (Bianca Rinaldi e Caio Junqueira)
1. "Sou Fã" - Christian e Cristiano (tema de Joca e Arminda)
2. "Você é Má" - Zeca Baleiro (tema de Karina)
3. "Nova Paixão" - Saulo Roston (tema de Lincon)
4. "Vou mais Longe" - Banda Vega[8]
5. "Quem sou eu ?" - Tchê Garotos (tema de Querêncio)
6. "Naquela mesa" - Otto
7. "Por quê?" - Rodrigo Faro
8. "Selva de Feras" - Falamansa
9. "Perdeu, perdeu" - Alcione (tema de Ellen e Newton)
10. "Luzes da Ribalta (Limelight)" - Ataíde & Alexandre (tema de Ajuricaba)
11. "Cabecinha no ombro" - Wando
12. "Evidências" - Tony Francis (tema de Tito e Filomena)
13. "Pique do Tempo" - Tom Zé (tema de abertura)
14. "Ela é a tal" - Paula Lima (tema de Arminda)
15. Faixa bônus
  - "Pipoca" - Playmobille
  - "Dente no dente" - Rodrigo Vellozo
  - "Bordados de Psicodélisa" - Dulce Quental
  - "Nessun dorma" - Carlos Slivskin
  - "Formigueiro" - Dominguinhos
  - "Se o Seu Medo é de Amor" - Karla Sabah
  - "Pra não dizer que não falei de flores" (Caminhando) - Fagner (tema do prof. Flores)

## Lançamento e repercussão
Meta para a novela: 15 pontos no Ibope.

### Audiência

#### Exibição original
Durante a sua primeira semana, a telenovela alcançou, em seu primeiro capítulo, uma média de 12 pontos, segundo dados do Ibope, o que foi considerado uma boa audiência pela emissora, apesar de ter sido um número baixo comparado com a estreia de outras telenovelas da Rede Record. Poder Paralelo, novela antecessora, marcou 13,5 pontos no Ibope, enquanto Chamas da Vida marcou 19,4 pontos. O segundo capítulo da telenovela recebeu dois pontos a mais no Ibope, finalizando com quatorze pontos de audiência.
Ainda em sua primeira semana, Ribeirão do Tempo colocou a Rede Record como a segunda emissora com maior audiência, de acordo com o Ibope, marcando 13 pontos de média.
No mês de julho de 2010, a média de audiência da telenovela foi de 11 pontos de média, sendo considerado um resultado negativo pela emissora. No início de agosto, a trama marcou 12 pontos no Ibope da Grande São Paulo com dezenove pontos no Rio de Janeiro. No dia 19 do mesmo mês, a telenovela subiu a audiência, onde garantiu 15 pontos com 19% de participação.
Os recorde de audiência obtido pela telenovela ocorreram no dia 27 de outubro, onde Ribeirão do Tempo registrou 16 pontos no Ibope com picos de 19, garantindo a vice-liderança absoluta para a emissora e superando a meta estabelecida pela mesma. Em 9 de novembro, a trama também alcançou índice satisfatório: 15 pontos com picos de 18 pontos. O recorde de pontos negativos no Ibope ocorreu em 26 de julho de 2010, quando a telenovela marcou 7 pontos no Ibope, com picos de 13 pontos, e garantiu a terceira colocação para a Rede Record.
Em um embate com Passione, telenovela da Rede Globo, no dia 20 de setembro de 2010, fez com que a telenovela atingisse seu segundo pior desempenho desde sua estreia: 8 pontos no Ibope. Ribeirão do Tempo e Passione estavam sendo exibidas no mesmo horário, sendo que Passione é exibida cerca de trinta minutos antes do início de Ribeirão do Tempo. Perdeu o posto de novela mais assistida, fora da Globo, para a novela Uma Rosa com Amor, do SBT. Enquanto a novela da concorrência marcou com 8,2 no Ibope, Ribeirão do Tempo atingiu somente 7,4 pontos na Grande São Paulo.
A nível nacional, os índices de audiência da telenovela são bastante diferentes numa comparação entre determinadas capitais. Enquanto no dia 28 de outubro de 2010, em Fortaleza, a atração foi líder de audiência com 21 pontos, em Belo Horizonte ficou na quarta posição com 3,5 pontos.
O último capítulo marcou 17 pontos de média e picos de 19.  Fechou com média geral de 11 pontos no Ibope, sendo razoável, não cumprindo a meta, que era de 15 pontos.

#### Reprise
O primeiro capítulo marcou 9,2 pontos. Seu segundo capítulo marcou 8 pontos. Oscilou entre 5 e 7 pontos. Seu último capítulo marcou 7 pontos. Teve média geral de 6 pontos.

## Classificação etária
A autoclassificação feita pela Rede Record para a novela era de "livre para todos os públicos", mas o Ministério da Justiça detectou alguns conteúdos impróprios para a classificação livre, como consumo repetido de drogas lícitas, linguagem de conteúdo sexual, insinuação sexual, linguagem obscena, erotização e violência. A Record foi advertida em 23 de junho.
Porém, continuou a exibição de conteúdos inadequados, além de outras coisas não verificadas anteriormente, como prostituição, violência familiar e abuso sexual e um pedido de alteração de "não recomendado para menores de 10 anos" foi tachado como incompatível. Por fim, o Ministério da Justiça decidiu reclassificar Ribeirão do Tempo como "não recomendado para menores de 14 anos".